# 列日要塞
列日要塞（法語： position fortifiée de Liège）是比利时在列日建立的堡壘。 首批列日要塞於1888年至1891年之间建成。在第一次世界大战中，比利时军队在列日要塞一度阻止了德軍推進，德軍在列日受阻，1個禮拜後德軍才越過列日。第一次世界大战結束後比利時認為列日戰役成果不錯，因而考慮加固防禦工事。
1936年，比利时国王利奥波德三世為阻止比利時成為法國的擋箭牌，宣布比利时中立。結果第二次世界大战爆发时，比利时不得不独自抵抗納粹德國，而比利時在列日修建的防御工事卻無法有效遏制納粹德國的進攻。

## 外部連結
- Centre Liégeois d’Histoire et d’Archéologie  Militaire {{|fr}}
- Indexe des Fortifications Belges （页面存档备份，存于） at fortiff.be {{|fr}}
- Fort Eben-Emael "Fortissimus" site
- Fort de Tancrémont （页面存档备份，存于） {{|fr}}